# Daul Kim
Daul Kim (Seúl, 31 de mayo de 1989–París, 19 de noviembre de 2009) fue una modelo surcoreana.

## Carrera
Kim nació en Seúl, Corea del Sur, el 31 de mayo de 1989. Aparecía regularmente en revistas como la Vogue británica, i-D y Dazed & Confused. En Corea del Sur, apareció en portadas de la Vogue surcoreana en agosto del 2007 y mayo del 2008 y en Harper's Bazaar en julio de 2008. Debutó internacionalmente en la pasarela de la Semana de la Moda de París en 2007.
Karl Lagerfeld, Vivienne Westwood, Chanel, Alexander McQueen y Christopher Kane están entre los grandes diseñadores que constantemente empleaban a Kim para mostrar sus colecciones. También modeló para las firmas H&M y GAP. En 2008 fue nombrada la "Modelo del Año" en la revista Anan.
También apareció en la serie coreana I Am a Model (Soy una modelo) en la tercera temporada. En junio del 2009 apareció desnuda en la revista i-D, haciendo estallar las críticas en su país natal. Su carrera se desarrolló aún más cuando se mudó a París, Francia, en 2009.

## Vida personal
Kim amaba pintar y el 10 de agosto de 2007 hizo una exhibición de su arte en Seúl. Era también una fanática de Klaus Kinski y sus películas y coleccionaba tenedores. Tenía un tatuaje de una estrella en la palma de su mano izquierda.

## Muerte
Daul Kim fue descubierta colgada en su departamento en París el 19 de noviembre de 2009 a los 20 años de edad. Se determinó que la causa de su muerte fue un suicidio debido a que las autoridades encontraron una nota sobre ello en su apartamento.